# Seleute
Seleute är en ort i kantonen Jura, Schweiz. 
Seleute var tidigare en egen kommun, men den 1 januari 2009 slogs kommunerna Epauvillers, Epiquerez, Montenol, Montmelon, Ocourt, Saint-Ursanne och Seleute samman till den nya kommunen Clos du Doubs.